# Melanagromyza vignalis
Melanagromyza vignalis är en tvåvingeart som beskrevs av Spencer 1959. Melanagromyza vignalis ingår i släktet Melanagromyza och familjen minerarflugor. Inga underarter finns listade i Catalogue of Life.